# Jens Goldhardt
Jens Goldhardt (* 1968 in Weida) ist ein deutscher Organist. 

## Wirken
Jens Goldhardt studierte Kirchenmusik an der Evangelischen Hochschule für Kirchenmusik Halle. 1992 absolvierte er das A-Examen mit einer Auszeichnung im Fach Orgel. Anschließend arbeitete er von 1992 bis 2007 als Kirchenmusiker an der Stadtkirche St. Trinitatis in Sondershausen. Im Oktober 2006 wurde er auf den Landeskirchenmusiktagen in Altenburg zum Kirchenmusikdirektor ernannt. Seit September 2007 ist er als Kirchenmusiker an der Margarethenkirche in Gotha tätig. Er konzertiert in zahlreichen kammermusikalischen Besetzungen und als Solist, hier insbesondere im Zweierensemble Orgelsax. In dieser Kombination aus Orgel und Saxophon (Ralf Benschu, Saxophonist bei Keimzeit) verbinden  beide das Saxophon mit dem Orgelsound und vermischen auch verschiedene Musikstile.

## Auszeichnungen
- 1990: Erster Preis beim Internationalen Orgelwettbewerb der Max-Reger-Tage in Hamm[3]

## Werke
Einige Dutzend Auftritte in Deutschland und der Schweiz gehören zum Jahresprogramm der Gruppe Orgelsax, sechs CDs sind bisher erschienen. 
- 1997 Saxophon & Orgel
- 1999 Saxophon & Orgel Choralmusik
- 2001 Saxophon & Orgel durch den wind
- 2004 Saxophon & Orgel concerto europeo
- 2007 Saxophon & Orgel Elemente
- 2011 Saxophon & Orgel Wolke 7